# Goodbye Lullaby
Goodbye Luallby är det fjärde studioalbumet av den kanadensiska sångerskan Avril Lavigne, utgivet den 2 mars 2011 på RCA Records. Det var hennes sista utgivning hos RCA Records, för att senare ansluta sig till Epic Records. Albumet är mer akustisk än de föregående albumen. "Texterna är djupare och har mer betydelse", säger Avril Lavigne.
Lavigne var med och skrev samtliga låtar på detta album samt producerade två av dem helt på egen hand. Därtill samarbetade hon med producenterna Max Martin, Shellback, Butch Walker och hennes tidigare make Deryck Whibley. Låtarna "What the Hell", "Smile" och "Wish You Were Here" släpptes som singlar.

## Bakgrund
Efter utgivningen av det tredje albumet The Best Damn Thing (2007) mötte Avril Lavigne stora kommersiell framgångar, mycket tack vare huvudsingeln "Girlfriend" (en listetta i över sex länder) och världsturnén The Best Damn Tour. I september 2009 meddelades det att Lavigne och hennes make Deryck Whibley skulle skiljas. Samma dag rapporterade MTV News att han arbetade med henne på det nästkommande albumet. De använde deras hemmastudio till att producera åtta av de nio låtar som Lavigne först spelade in till skivan.

## Låtlista
| Nr  | Titel               | Kompositör                     | Producent(er)         | Längd |
| --- | ------------------- | ------------------------------ | --------------------- | ----- |
| 1.  | Black Star          | Avril Lavigne                  | Deryck Whibley        | 1:34  |
| 2.  | What the Hell       | Lavigne, Max Martin, Shellback | Max Martin, Shellback | 3:40  |
| 3.  | Push                | Lavigne, Evan Taubenfeld       | Whibley               | 3:01  |
| 4.  | Wish You Were Here  | Lavigne, Max Martin, Shellback | Max Martin, Shellback | 3:45  |
| 5.  | Smile               | Lavigne, Max Martin, Shellback | Max Martin, Shellback | 3:29  |
| 6.  | Stop Standing There | Lavigne                        | Butch Walker          | 3:27  |
| 7.  | I Love You          | Lavigne, Max Martin, Shellback | Max Martin, Shellback | 4:01  |
| 8.  | Everybody Hurts     | Lavigne, Taubenfeld            | Whibley               | 3:41  |
| 9.  | Not Enough          | Lavigne, Taubenfeld            | Whibley               | 4:18  |
| 10. | 4 Real              | Lavigne                        | Lavigne               | 3:28  |
| 11. | Darlin              | Lavigne                        | Whibley               | 3:50  |
| 12. | Remember When       | Lavigne                        | Whibley               | 3:29  |
| 13. | Goodbye             | Lavigne                        | Lavigne               | 4:29  |
| 14. | Alice (dolt spår)   | Lavigne                        | Walker                | 5:00  |

### Bonusspår (deluxeutgåva)
1. "What the hell" (akustisk)
2. "Push" (akustisk)
3. "Wish you were here" (akustisk)
4. "Bad reputation"
5. + DVD - "Making of Goodbye Lullaby"

## Listplaceringar
| Lista (2011)                        | Högsta position |
| ----------------------------------- | --------------- |
| Australien (ARIA Charts)            | 1               |
| Belgien (Ultratop Flandern)         | 11              |
| Belgien (Ultratop Vallonien)        | 10              |
| Danmark (Tracklisten)               | 5               |
| Finland (Finlands officiella lista) | 8               |
| Frankrike (SNEP)                    | 4               |
| Grekland (IFPI Greece)              | 12              |
| Irland (IRMA)                       | 12              |
| Italien (FIMI)                      | 5               |
| Kanada (Canadian Albums Chart)      | 2               |
| Mexiko (AMPROFON)                   | 3               |
| Nederländerna (Megacharts)          | 11              |
| Norge (VG-lista)                    | 16              |
| Nya Zeeland (RIANZ)                 | 7               |
| Polen (Polish Music Charts)         | 10              |
| Portugal (AFP)                      | 5               |
| Ryssland (Russian Music Charts)     | 5               |
| Schweiz (Swiss Music Charts)        | 2               |
| Spanien (PROMUSICAE)                | 4               |
| Sverige (Sverigetopplistan)         | 10              |
| Storbritannien (UK Albums Chart)    | 9               |
| Tjeckien (IFPI)                     | 1               |
| Tyskland (Media Control Charts)     | 4               |
| USA Billboard 200                   | 4               |
| Österrike (Ö3 Austria Top 40)       | 3               |